# Mineros Sporting Club
El Mineros Sporting Club es un equipo profesional de fútbol de la provincia de Bolívar que fundado el 17 de febrero de 2017 en el cantón de Las Naves, Ecuador. 
Juega con regularidad en la Segunda Categoría del Campeonato Ecuatoriano de Fútbol. Está afiliado a la Asociación de Fútbol Profesional de Bolívar.

## Historia
Mineros Sporting Club, es un club de fútbol bolivarense, nacido en el 2017 en el cantón Las Naves y que desde el año 2020 compite en el cantón Guaranda.
Ha participado en seis temporadas de la Asociación de Fútbol Profesional de Bolívar logrando los títulos en 2017 y 2018 y los subcampeonatos de 2020, 2021 y 2022.
En 2019 llegó hasta los dieciseisavos de final de Copa Ecuador 2018-19 y quedó eliminado con Barcelona S.C tras empatar 1-1 en Guaranda y perder 2-0 en Guayaquil.
Las últimas dos temporadas, bajo la conducción del profesor Gilberto Quiñónez, Mineros S.C. logró destacadas participaciones:
- Octavos de final en los Play-Off de Segunda Categoría de Ecuador 2021. 
- Cuartos de final en los Play-Off de Segunda Categoría de Ecuador 2022.  

## Estadísticas Partidos Profesionales
Total de Partidos Jugados: 106. Partidos Ganados: 64. Partidos Empatados: 23. Partidos Perdidos: 19. Goles a Favor: 286. Goles en Contra: 77

## Auspiciantes
Curimining S.A.

## Escuelas de Fútbol
Mineros S.C. se caracteriza por llevar a muchos niños, de la provincia de Bolívar, la posibilidad de aprender mediante sus escuelas de fútbol. 
Hasta hoy día, tiene dos escuelas de fútbol en la provincia de Bolívar que están ubicadas en: cantón Guaranda y cantón Las Naves.   
Además, tiene tres escuelas de fútbol en otras provincias del país: Los Ríos (Zapotal), Santo Domingo y Pichincha (San Miguel de Los Bancos).  

## Jugadores

### Plantilla 2022
- Última actualización: 1 de noviembre de 2022[3]